# Маянга Маку, Аделард
Аделард Маянга Маку (фр. Adelard Mayanga Maku; 31 октября 1948, Леопольдвиль, Бельгийское Конго) — заирский футболист, нападающий.

## Биография
С 1968 года по 1982 год играл за заирский клуб «Вита» из города Киншаса. В 1973 году стал победителем Африканского Кубка чемпионов.
Выступал за национальную сборную Заира. Участник трёх Кубков африканских наций (1970, 1972, 1974). На турнире КАФ в 1972 году забил 3 гола. Дважды попадал в символическую сборную турниров Кубка африканских наций в 1972 и 1974. Вместе со сборной стал победителем КАФ в 1974 в Египте.
В квалификации на чемпионат мира 1974 Маянга Маку провёл 6 матчей и забил 1 гол. В 1974 году главный тренер Заира Благоя Видинич вызвал Маку на чемпионат мира, который проходил в ФРГ и стал первым мундиалем для Заира в истории. Маянга был заявлен под 14 номером. В своей группе команда заняла последнее 4 место, уступив Шотландии, Бразилии и Югославии. Аделард Маянга Маку сыграл во всех 3 матчах.
Всего за сборную Заира провёл 15 матчей и забил 6 голов. В 2006 году он был выбран Африканской конфедерацией футбола в список 200 лучших африканских футболистов за последние 50 лет.
В 2001 году руководил национальной сборной Демократической Республики Конго в качестве главного тренера. Под его руководством команда провела 1 матч, 22 апреля 2001 года в рамках отбора на чемпионат мира 2002 против Мадагаскара. Встреча закончилась победой его сборной со счётом (1:0).

## Достижения
- Победитель Африканского Кубка чемпионов (1): 1973
- Победитель Кубка африканских наций (1): 1974